# Tijdschrift voor Sociale en Economische Geschiedenis
Het Tijdschrift voor Sociale en Economische Geschiedenis (TSEG) is een academisch Nederlands-Vlaams vaktijdschrift gericht op de bestudering van de sociale en economische geschiedenis in de breedste zin van het woord. Het tijdschrift wordt uitgegeven door de Stichting NEHA en het Internationaal Instituut voor Sociale Geschiedenis.
Het TSEG ontstond in 2004 toen het Tijdschrift voor Sociale Geschiedenis, het NEHA-Bulletin en het NEHA-Jaarboek samensmolten. De reden om deze drie periodieken samen te voegen, was dat zij inhoudelijk veel dezelfde onderwerpen behandelden.
Het tijdschrift richt zich behalve op sociale geschiedenis en economische geschiedenis ook op cultuurgeschiedenis.